# Morpholeria sibirica
Morpholeria sibirica är en tvåvingeart som beskrevs av Gorodkov 1972. Morpholeria sibirica ingår i släktet Morpholeria och familjen myllflugor. Inga underarter finns listade i Catalogue of Life.